# Heiligenberg (Bodenseekreis)
Heiligenberg ist eine Gemeinde im baden-württembergischen Bodenseekreis in Deutschland.

## Geografie

### Lage
Heiligenberg liegt im oberen Linzgau, etwa vier Kilometer nördlich von Salem, und befindet sich direkt an einer eiszeitlichen Moränenkante, welche den um bis zu 400 Meter höher gelegenen oberen zum unteren Linzgau abgrenzt. Aufgrund seiner Lage bietet sich von Heiligenberg ein außergewöhnlicher Panoramablick auf den Bodensee und die Alpen, es gilt daher auch als „Aussichtsterrasse des Bodensees“.
Das Gemeindegebiet erstreckt sich dabei von 529,7 m ü. NHN im Nordwesten der Gemarkung an der Linzer Aach bis auf 815,6 m ü. NHN im Südosten im Forst Aacheck.

### Gemeindegliederung
Die Gemeinde hat die Ortsteile Betenbrunn, Echbeck, Rickertsreute, Röhrenbach, Oberrehna, Unterrehna, Wintersulgen, Hattenweiler und Steigen.

### Klima
Bedingt durch die Höhe, die im Gemeindegebiet zwischen 700 und über 800 m ü. NHN liegt, herrscht hier bereits Mittelgebirgsklima. Es bildet einen markanten Kontrast zum milden Bodenseeklima des unteren Linzgaus: Im Sommer gibt es im Gegensatz zum Bodenseegebiet weniger schwüle Tage und im Winter sind hier die Schneemengen deutlich höher, weshalb in Heiligenberg und Umgebung auch Wintersport betrieben werden kann. Durch diese Bedingungen hat Heiligenberg ein Heilklima.

### Amalienhöhe

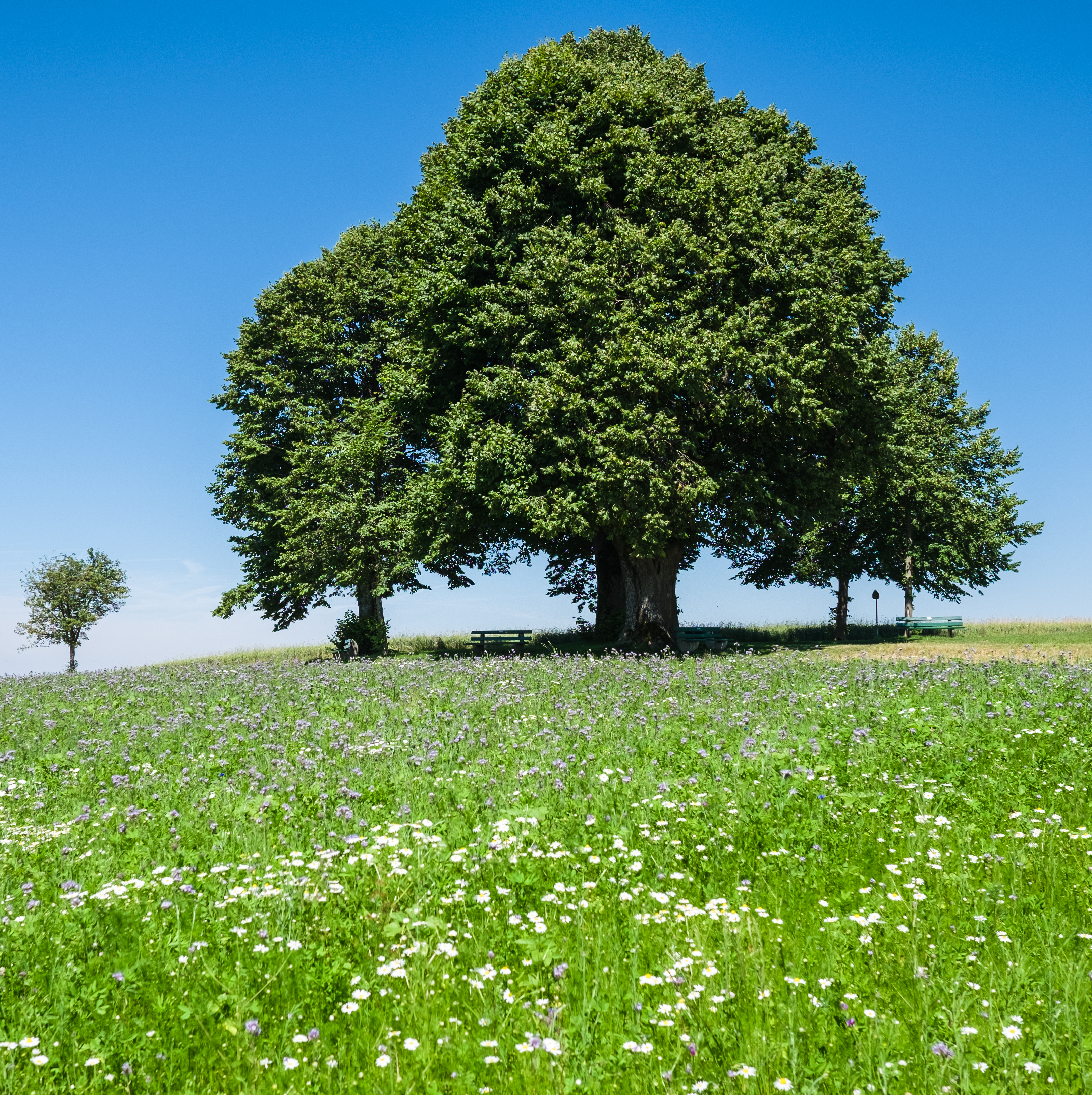
Amalienhöhe

Oberhalb des Hauptorts liegt die sogenannte Amalienhöhe (788,2 m), deren sieben 1843 gepflanzte Linden die Kinder des damaligen Fürstenpaares Karl Egon II. und Amalie repräsentieren sollten.

### Schutzgebiete
Rund um den Hauptort Heiligenberg liegt das gleichnamige Landschaftsschutzgebiet. Zudem liegen auf dem Gemeindegebiet mehrere Teilgebiete des FFH-Gebiets Deggenhauser Tal sowie vier ausgewiesene Wasserschutzgebiete.

## Geschichte

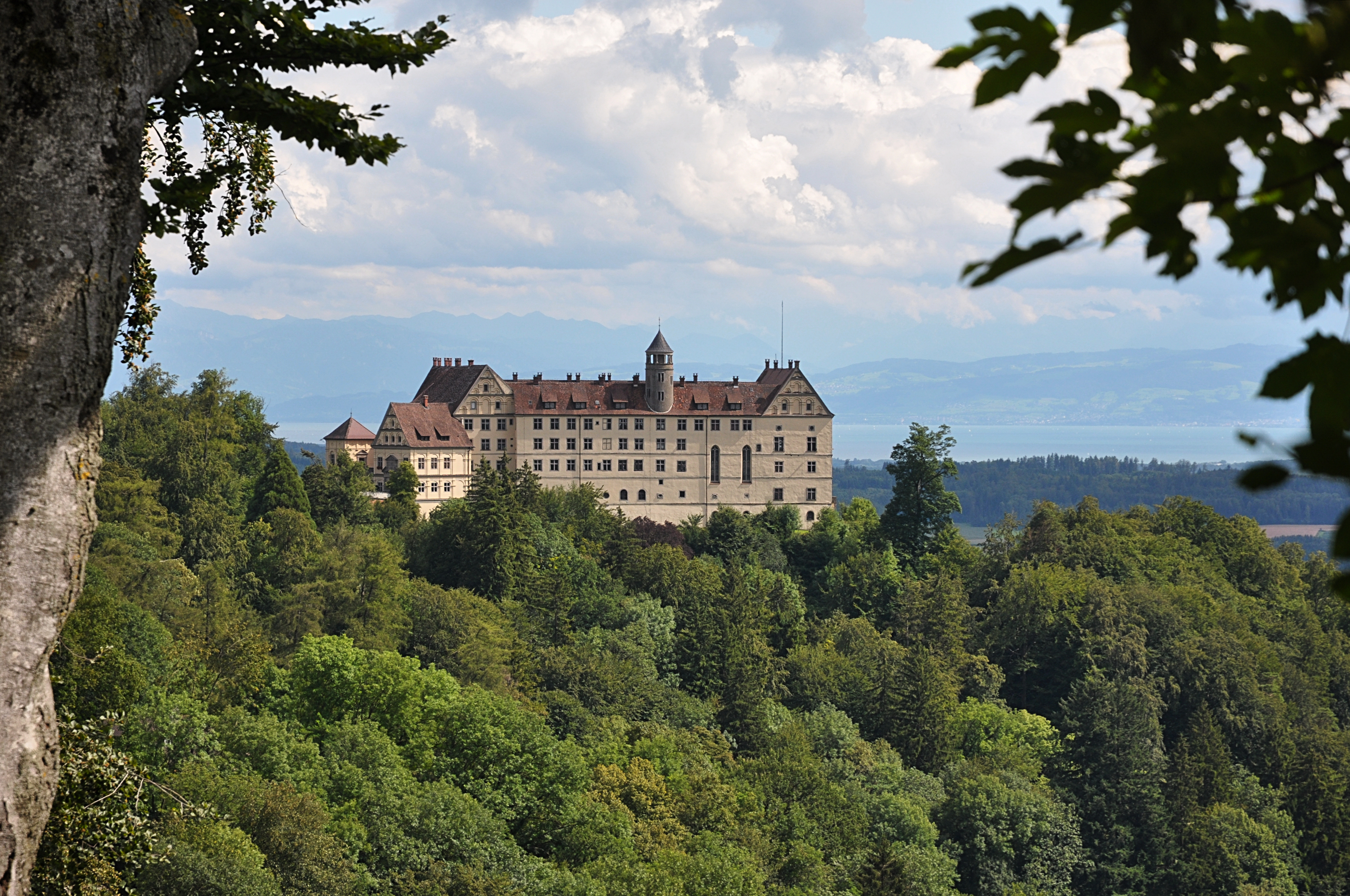
Schloss Heiligenberg

Auf Teilen des Gemeindegebiets wurden Besiedelungsspuren aus der Steinzeit gefunden. Christianisiert wurde das Dorf um 600 durch St. Gallus. Es ist unklar, ob der Name Heiligenberg aus dieser Zeit stammt oder schon in vorchristlicher Zeit eine lokale Kultstätte bezeichnete.
Im Jahre 1083 wurde der Ort als Mons Sanctus erstmals urkundlich erwähnt. Im 13. Jahrhundert errichteten die Linzgauer Landgrafen hier eine Burg, die dann Sitz der Grafen von Heiligenberg bzw. Werdenberg-Heiligenberg war.
Diese ging 1535 in den Besitz des Fürstenhauses Fürstenberg über und wurde zum prachtvollen Schloss Heiligenberg umgebaut. Es ist bis heute im Besitz dieser Familie. Heiligenberg ist Sommersitz des Oberhaupts der Familie zu Fürstenberg. Auf Heiligenberger Gemarkung befindet sich außerdem der Burgrest Alt-Heiligenberg. Den Namen Heiligenberg trug auch das ehemalige Bezirksamt von 1824 bis 1849.
Während des Zweiten Weltkriegs stürzte am 18. März 1944 beim „Winkelhof“ von Betenbrunn ein Consolidated B-24-Bomber („Liberator“) der USAAF ab, nachdem er über Friedrichshafen getroffen worden war. Vier Mann der zehnköpfigen Besatzung konnten sich durch Fallschirmabsprünge retten.
Die heutige Gemeinde wurde am 1. Januar 1975 durch Vereinigung der Gemeinden Hattenweiler, Heiligenberg und Wintersulgen neu gebildet.
Alle Ortsteile der heutigen Gemeinde Heiligenberg gehörten bis 1972 dem Landkreis Überlingen an.

## Politik

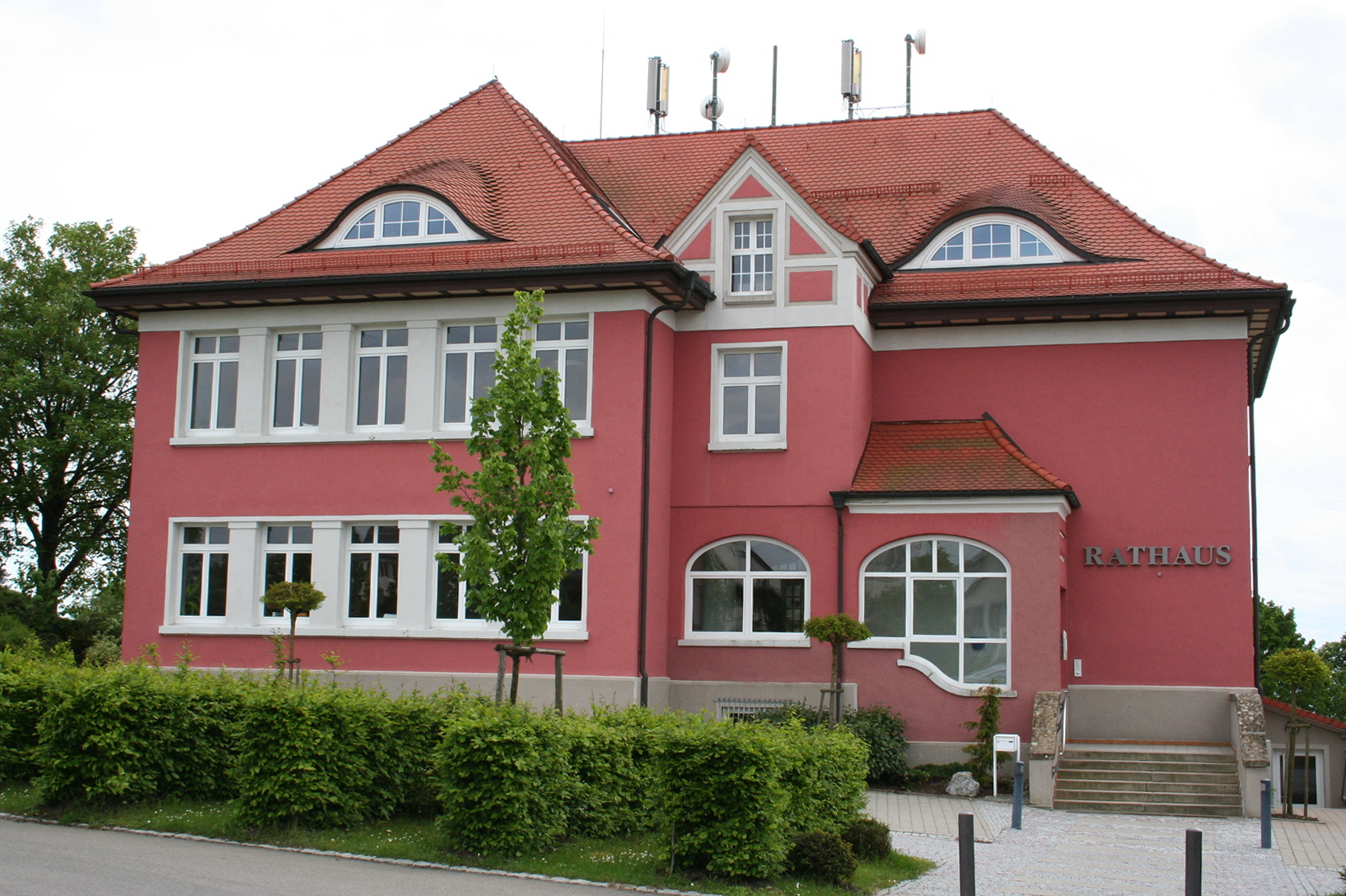
Rathaus

### Verwaltungsverband
Heiligenberg hat sich mit den Gemeinden Salem und Frickingen zu einem Gemeindeverwaltungsverband zusammengeschlossen.

### Bürgermeister
Bürgermeister ist seit dem 1. Juni 2023 Denis Lehmann. Er wurde am 2. April 2023 mit 92,1 Prozent der Stimmen gewählt. Er folgte Frank Amann nach, der von 1999 bis 2023 amtierte. 

### Gemeinderat
Der Gemeinderat in Heiligenberg besteht aus den 12 gewählten ehrenamtlichen Gemeinderäten und dem Bürgermeister als Vorsitzendem. Der Bürgermeister ist im Gemeinderat stimmberechtigt.
Die Kommunalwahl am 9. Juni 2024 führte zu folgendem Ergebnis. 
| Bürgerliste | 56,66 % | 7 Sitze |
| CDU         | 43,34 % | 5 Sitze |

### Wappen
Die Gemeinde verfügt über kein amtliches Wappen. Die Neuverleihung eines Wappens, das nach dem Wunsch der Gemeinde Elemente der Wappen aller Altgemeinden als Oberwappen enthalten sollte, wurde vom zuständigen Hauptstaatsarchiv Stuttgart nicht genehmigt, da Gemeindewappen üblicherweise keine derartigen Oberwappen (wie sie etwa im Großen Landeswappen Baden-Württembergs enthalten sind) aufweisen.
Die Gemeinde verwendet daher das Wappen der „Altgemeinde“ Heiligenberg vor der Gebietsreform, das auf dem Wappen der Grafen von Heiligenberg basiert. Blasonierung: In Silber ein schwarzer Stufenschrägbalken (auch Heiligenberger Stiege genannt). Dieses Wappen wird –  außergewöhnlich für ein Kommunalwappen – mit Helm und Helmzier verwendet: Auf dem Spangenhelm mit rot-goldenen Decken ein rot bezungter goldener Brackenrumpf.
In den Dienstsiegeln der Gemeinde wird das Wappen des Landes Baden-Württemberg geführt.

### Gemeindepartnerschaften
Eine Partnerschaft zwischen Heiligenberg und der französischen Gemeinde Heiligenberg im Elsass besteht seit 1968.

## Wirtschaft und Infrastruktur

### Verkehr
Die Gemeinde ist durch Buslinien unter anderem mit Frickingen, Salem und Überlingen verbunden und gehört dem Bodensee-Oberschwaben Verkehrsverbund (bodo) an.
Heiligenberg hat einen Segelflugplatz, den die Fluggemeinschaft Heiligenberg betreut und den Mitglieder der Markdorfer Segelflieger mitbenutzen.

### Wirtschaft
Eine besondere Rolle spielt der Tourismus. Heiligenberg ist staatlich anerkannter Luftkurort.
Das ortsansässige mittelständische produzierende, handwerkliche und Dienstleistungsgewerbe stellt rund 610 Arbeitsplätze.

### Bildungseinrichtungen
Heiligenberg verfügt über eine eigene Grundschule im Ortsteil Wintersulgen.

### Friedhof/Friedwald
Neben einem Friedhof gibt es in Heiligenberg seit Sommer 2007 den Friedwald Heiligenberg und seit Frühjahr 2015 den Friedwald Elisenruhe, in denen Naturbestattungen möglich sind.

## Kultur und Sehenswürdigkeiten

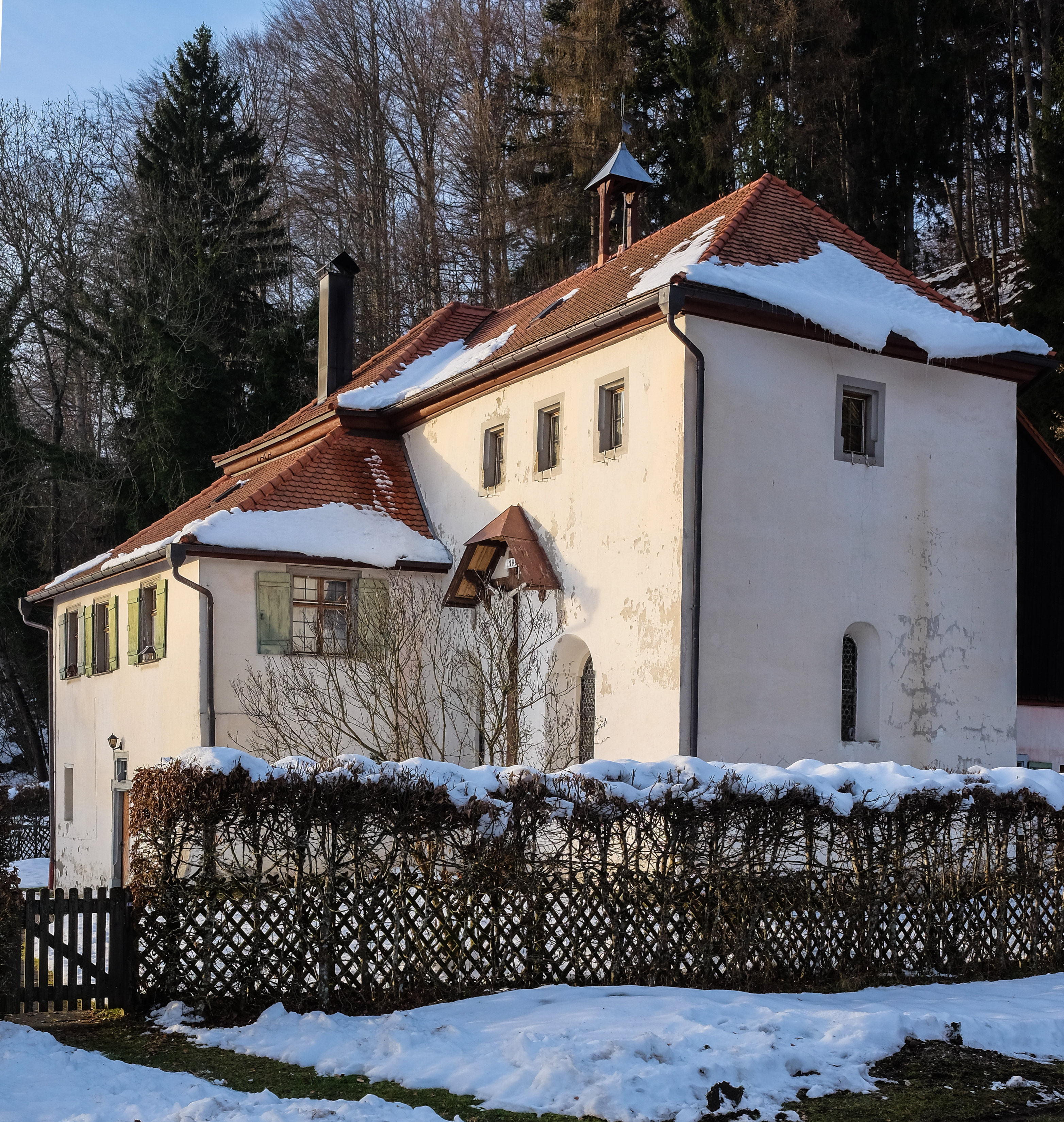
Klause Egg

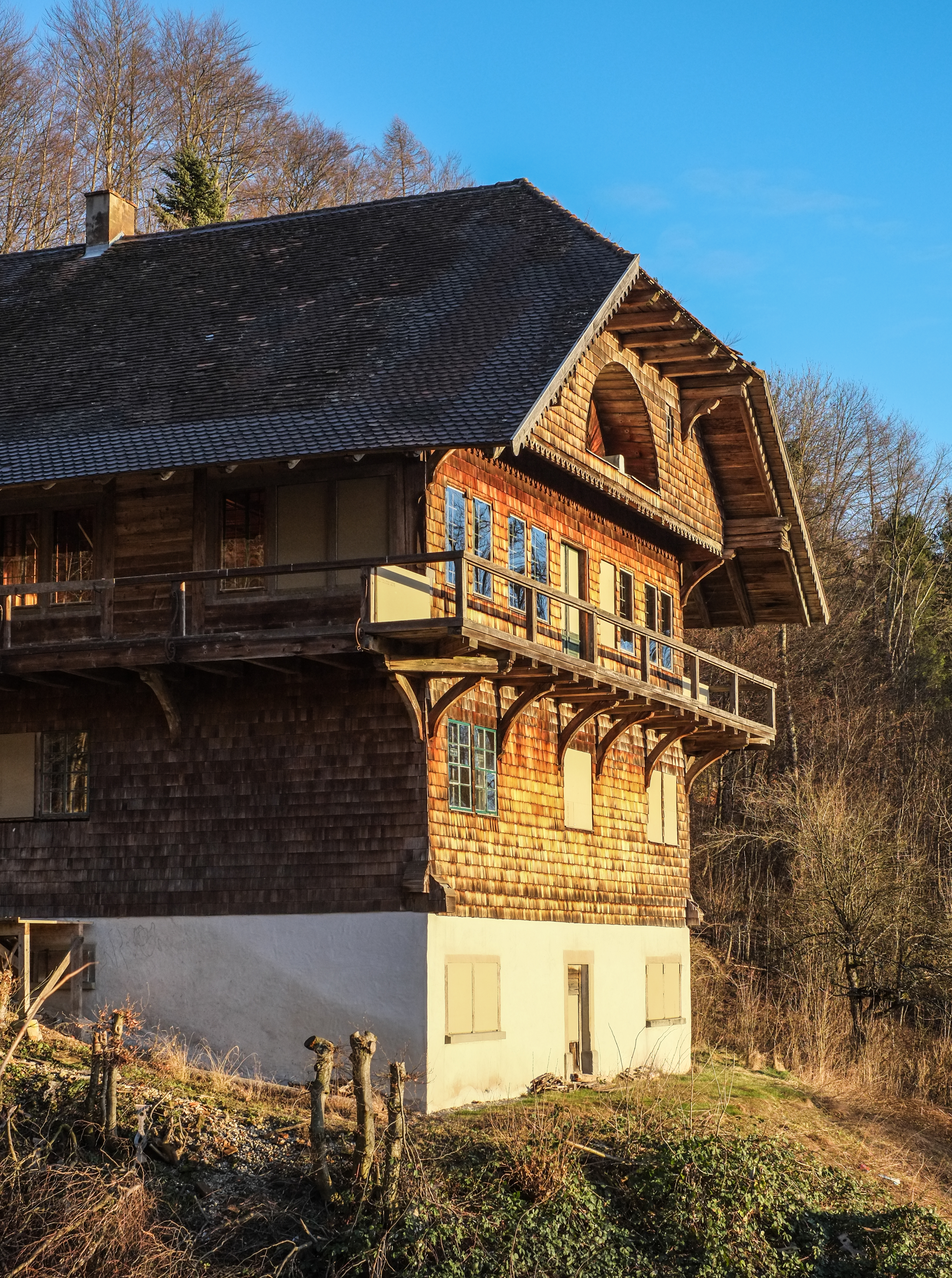
Schweizerhaus

Heiligenberg liegt an der Westroute der Oberschwäbischen Barockstraße.

### Bauwerke
- Das Schloss Heiligenberg mit großem Renaissance-Rittersaal, Schlosskapelle und Gruft können besichtigt werden.
- Das Schweizerhaus ist eine herrschaftliche Sennerei, in der bis zum 20. Jahrhundert Milchwirtschaft betrieben wurde.
- Die barocke Klause Egg wurde 1256 als Einsiedelei gegründet, 1971 zogen Trappistinnen ein, zwei von ihnen bewohnten die Klause noch 2010.[13]
- Die Jakobsleiter oberhalb der Klause Egg befindet sich etwa einen Kilometer östlich des Schlosses und ist Bestandteil eines Wander- und Spazierwegs. Die Leiter besteht aus rund 140 Holzstufen. Sie führt in der Nähe der Klause Egg in den Wald hinauf. In der Klause soll 1361 ein Jacob Löcher gewohnt haben, der die Leiter vermutlich angelegt hat, um die oberen Felder zu bewirtschaften.[14]
- Die Kapelle St. Wendelin und die Klause St. Benedikt auf den Resten der Burg Ramsberg liegen auf der Gemarkung Hattenweiler, sind aber traditionell stärker mit Großschönach verbunden.
- Burgstall Leonegg bei Hattenweiler-Katzensteig.

### Naturdenkmäler
- Die rund 130 bis 140 Jahre alte markante Hängebuche in der ehemaligen Kastanienallee beim Schlossvorhof musste Anfang 2009 gefällt werden. Ein vom Haus Fürstenberg und der Fürstlich Fürstenbergischen Forstverwaltung in Auftrag gegebenes Gutachten hatte ergeben, dass der Stamm bis zu 80 Prozent vom Brandkrustenpilz befallen und die Standsicherheit des Baums nicht mehr gewährleistet war. Nach der Fällung konnte man einen kohlschwarzen, bandförmigen Überzug an der Rinde erkennen, der sich bis ins Stamminnere fortsetzte. Er sei ein Zeichen dafür, dass der Baum nicht zu retten war.[15]
- Die Gerichtslinde ist eine rund 800 Jahre alte Linde auf dem historischen Postplatz. Daneben wurde 1914 der Fürstenbrunnen mit seinen Bronzefiguren aufgestellt. Der Platz ist jährlicher Standort für das „Heiligenberger Lindenfest“.[16]
- Die Freundschaftshöhle ist eine natürliche Höhle unterhalb des Augustplatzes im sogenannten Nagelfluh, einem eiszeitlichen Ablagerungsmaterial, das man vielerorts im Linzgau findet. Wann die Bezeichnung „Freundschaftshöhle“ aufkam, ist nicht bekannt. Vermutlich diente die Freundschaftshöhle seit langer Zeit als Wohnplatz wie auch die Höhlen bei Überlingen-Goldbach („Heidenhöhlen“). Belegt ist, dass 1688 bereits eine Art Häuschen in den Felsen gebaut war. Bis 1785 lebte dort der letzte „Hüllelema“ (Höhlenmensch), ein Tagelöhner aus Leustetten mit Namen Hans Georg Sauter, der bei den Fürsten zu Fürstenberg im Dienst stand. Der Kamin ist heute noch zu sehen. Wegen des schlechten Zustands der Wohnung baute er sich dann etwas weiter außerhalb der Höhle eine kleine Hütte.[17]

### Sport
Die Gemeinde Heiligenberg bietet mit rund 50 Schneetagen im Winter auf Langlauf- und Abfahrtspisten Gelegenheit für verschiedene Wintersportaktivitäten. So befindet sich in Wintersulgen der Haldenlift mit Flutlicht. Der Haldenlift wurde in der Saison 1969/70 in Betrieb genommen. Betreiber ist der Grundstückseigentümer. Er verfügt über zwei parallel verlaufende Ein-Mann-Schlepplifte mit je 300 Meter Länge. Der ehemalige Betenbrunner Lift beim Winkelhof in Steinsbrunn wurde vor rund 50 Jahren eröffnet, existiert jedoch heute nicht mehr. Ebenso befindet sich im so genannten Rankental ein Schlittenhang. Zudem gibt es rund um Heiligenberg ein Loipennetz. Neben zwei klassischen Loipen und zwei Skating-Spuren besteht die Möglichkeit eines 500 Meter langen Flutlichtlanglaufs (Klassisch/Skating) auf den Sportplätzen in Richtung Betenbrunn. Die Rundstrecken führen über eine Länge von vier (Betenbrunner-Loipe) und zehn Kilometern (Heiligenberger-Loipe). Die Einstiege in die Loipen befinden sich beim Rathaus und an den Sportplätzen sowie in Unterbetenbrunn. Weiter ist auch eine Schleife mit einer Länge von einem Kilometer im Bereich der Amalienhöhe präpariert. Die Skiinteressengemeinschaft Salem-Heiligenberg-Pfullendorf (gegründet 1980) unterstützt die Gemeinde darin, die Loipen zu präparieren.

### Wanderwege
In der Heiligenberger Ortsmitte endet die vierte und beginnt die fünfte Etappe des Jubiläumswegs, ein 111 Kilometer langer Wanderweg, der 1998 zum 25-jährigen Bestehen des Bodenseekreises ausgeschildert wurde. Er führt über sechs Etappen durch das Hinterland des Bodensees von Kressbronn über Neukirch, Meckenbeuren, Markdorf, Heiligenberg und Owingen nach Überlingen.
Am großen Ortsrandparkplatz beim Heiligenberger Rathaus beginnen die Panoramawege, zwei Rundwege von 13,6 bzw. 6,4 Kilometer Länge. Die mit speziellen Panoramaweg-Wegweisern markierten Wege führen durch die Höhenlandschaft Heiligenbergs und bieten Ausblicke auf Bodensee, Hegau, Linzgau, Alpen und Schwarzwald mit dem 1,493 m ü. NHN hohen Feldberg.

## Persönlichkeiten

### Ehrenbürger
- Monsignore Theodor Martin (1839–1906), fürstlicher Hofkaplan und Historiker
- Max Egon II. zu Fürstenberg (1863–1941)[23]
- Joachim Egon Fürst zu Fürstenberg (1923–2002)

### Söhne und Töchter des Orts
- 1547, 10. November, Gebhard Truchsess von Waldburg; † 31. Mai 1601 in Straßburg – Erzbischof von Köln.
- 1626, 10. April, Franz Egon von Fürstenberg; † 1. April 1682 in Köln – Domherr, Weihbischof, Domdechant, Dompropst; Bischof von Straßburg.
- 1629, 2. Dezember, Wilhelm Egon von Fürstenberg; † 10. April 1704 in Paris – Bischof von Straßburg; Minister, Premierminister, Koadjutor des Kurfürsten Maximilian Heinrich von Köln; Unruhestifter; ein Platz in Paris wurde zu seinen Ehren „Place Fürstenberg“ benannt.
- 1847, 13. Januar, Joseph Schuler; † 26. Dezember 1906 in Istein – Pfarrer, Reichstags- und Landtagsabgeordneter (Zentrum)
- 1922, 29. Januar, Kuno Boll – Bauingenieur
- 1950, 17. Juli, Heinrich Fürst zu Fürstenberg; † 11. Juli 2024 in Donaueschingen – Verheiratet mit Prinzessin Maximiliane zu Windisch-Graetz, ab 1976 tätig im Familienbetrieb zu Fürstenberg.

### Persönlichkeiten, die mit dem Ort in Verbindung stehen
- Maria Mathi (* 1889 in Hadamar; † 1961 in Heiligenberg), Schriftstellerin. Lebte und arbeitete seit Ende der 1930er Jahre bis zu ihrem Tod in Heiligenberg.
- Kurt Hahn (* 1886 in Berlin; † 1974 in Hermannsberg), Pädagoge. Lebte von 1953 bis 1974 in Hermannsberg/Hattenweiler.